# Головень європейський
Головень європейський, головень, клен, клень, клювак (Squalius cephalus) — вид риб роду головень родини ялецевих.

## Зовнішній вигляд
У головня широколоба голова з чітко окресленим великим ротом і красиве циліндричне тіло, вкрите великою лускою. Спинний та анальний плавці злегка заокруглені, хвостовий плавець виїмчастий. Товста спина зелено-чорна, боки сріблясто-жовті. Спинний і хвостовий плавці темно-сині, грудні, черевні та анальний плавці оранжеві.
Довжина до 80 см, вага до 4 кг.

## Місця проживання
У теплу пору року живе там, де піщані та піщано-галькові перекати, уступи з глинястим дном, що межують із спокійними плесами, де він може завжди заховатись. Його можна побачити за великими корчами, каменями, поблизу кущів, що нависли над водою, а також під крутими берегами. Це — житель річок з чистою, багатою на кисень водою. Не живе в пониззях великих річок, водосховищах із сповільненою течією та в озерах.
Поширений по всій Україні. В басейні Кубані живе підвид головень кавказький (S. c. orientalis Nordmann, 1840).

## Розмноження
Молоді особини тримаються табунами, дорослі — переважно поодинці. У табуни збирається в період розмноження. Для цього плідники гуртуються на ділянках річок із швидкою течією, де кам'янисте піщано-галькове дно. Температура води в цей час не нижча від 15 °C. Ікру самиці відкладають на глибині 0,30 —0,50 м. Нерест порційний. У самок з верхньої течії Дністра, довжина яких 22 —37 см, виявлено від 9,7 тис. до 52,4 тис. ікринок. Через три — сім діб з ікринок вилуплюються личинки.

## Харчування
Всеїдна риба. Живиться нитчастими водоростями, стеблами й листками рослин, рибою (бичками, верховодками, пічкурами та ін.), молюсками, черв'яками, раками. Молоді риби поповнюють свій раціон рачками, личинками комах, а також комахами, що падають на поверхню води з прибережних дерев та заносяться вітром.
У перші три роки життя росте найінтенсивніше, пізніше річні прирости зменшуються. У передгірських ділянках річок росте краще, ніж у гірських, що пов'язане, мабуть, з температурою у водоймах та інтенсивністю живлення.

## Риболовля
Це цінна риба, але рідко чисельність її досягає промислового обсягу. Найчастіше головень європейський є об'єктом спортивного та любительського лову. Ловлять головня на різних комах: хруща, бабку, сарану, також використовують штучні принади. Збільшенню кількості цієї риби сприяють заходи щодо зменшення забруднення річок та їх зарегулювання.

## Галерея

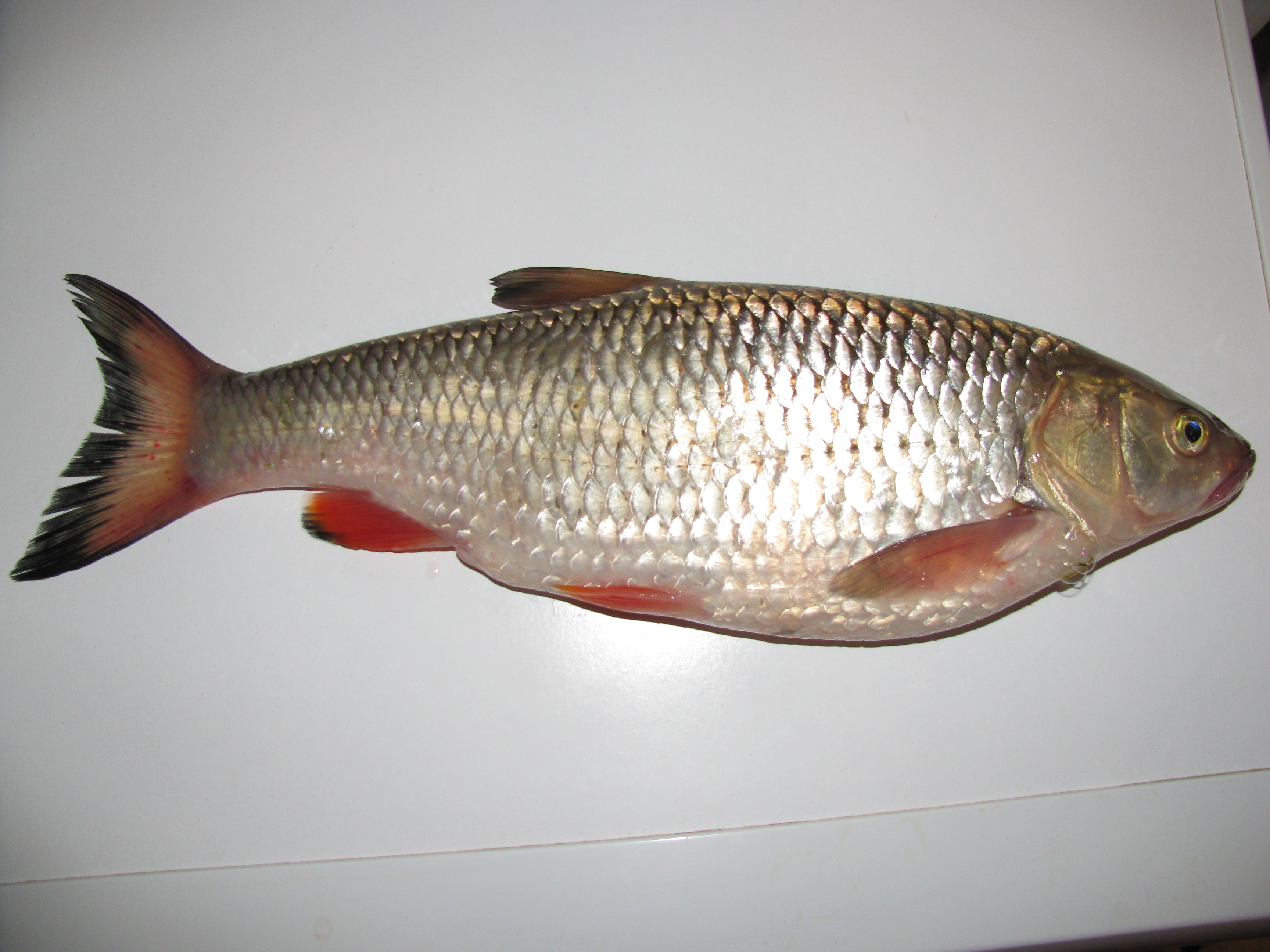
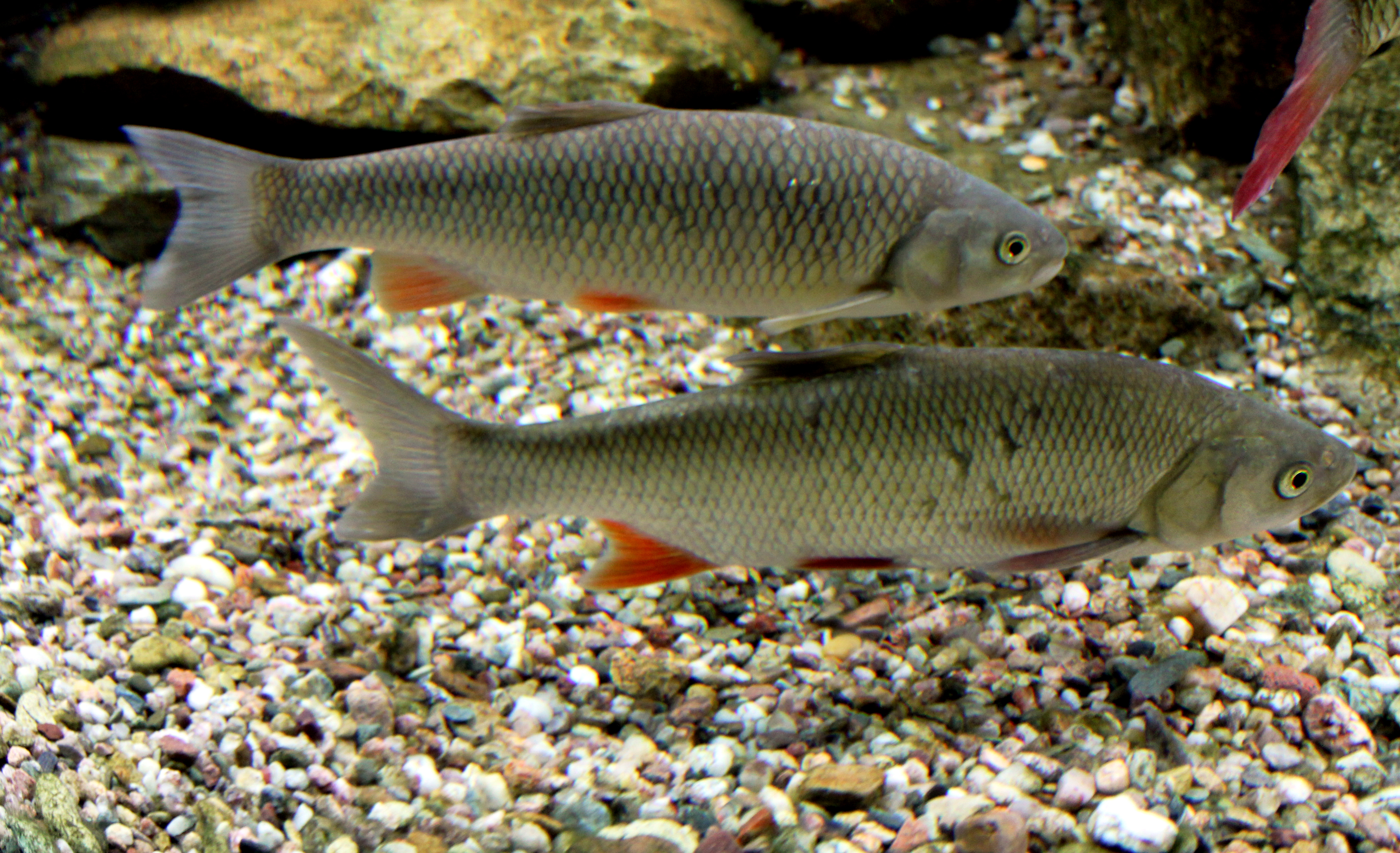
На виставці «Subaqueous Vltava», Прага
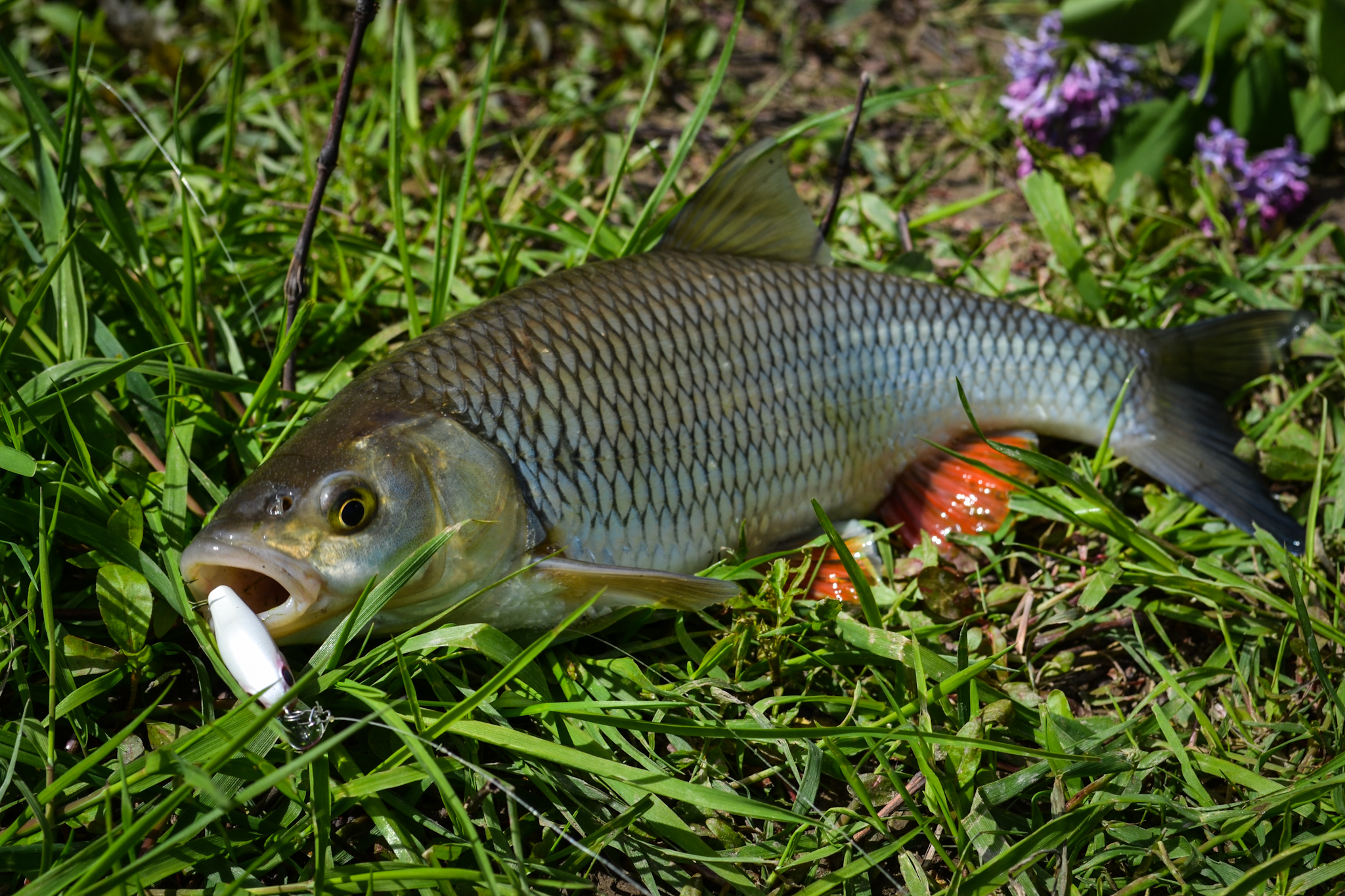